# Gnejusz Oktawiusz
Gnejusz Oktawiusz łac. Gnaeus Octavius (zm. 87 p.n.e. w Rzymie) – polityk rzymski, konsul w 87 p.n.e., jeden z przywódców stronnictwa optymatów.
Syn Gajusza Oktawiusza, konsula w 128 p.n.e. Został wybrany na konsula w roku 87 p.n.e., a drugim konsulem wybrano, pomimo opozycyjnego wobec Sulli stanowiska, Lucjusza Korneliusza Cynnę. Gdy Sulla poprowadził swoje legiony do Grecji na wojnę z Mitrydatesem, Cynna wystąpił przeciw jego zwolennikom co spotkało się ze sprzeciwem Gnejusza Oktawiusza. Optymaci pod jego przywództwem zmusili Cynnę do opuszczenia Rzymu i mianowali na jego miejsce konsulem zastępczym Lucjusza Korneliusza Merulę. Wybuchła wojna domowa. Cynna zebrał w Italii wojska, połączył się z przybyłym z Afryki Mariuszem i jego zwolennikami, a następnie razem ruszyli na Rzym i opanowali miasto. Według Liwiusza to nieporadność konsula Oktawiusza przyczyniła się do zwycięstwa popularów. Doszło do rzezi zwolenników Sulli. Zginęli między innymi obaj konsulowie: Gnejusz Oktawiusz i Lucjusz Korneliusz Merula. Według relacji Appiana Gajusz Marcjusz Cenzorynus obciął Oktawiuszowi głowę i zawiesił ją przed mównicą na Forum. Cyceron wymienia Oktawiusza obok Sulli, Mariusza, Cynny i Karbona jako jednego z tych obywateli, którzy przyczyniają się do zguby Rzeczypospolitej poprzez doprowadzanie do wojen domowych.

### Źródła
- Sulla. W: Plutarch z Cheronei: Cztery żywoty. Przełożył Mieczysław Brożek. Warszawa: Spółdzielnia Wydawnicza Czytelnik, 2003. ISBN 83-07-02945-7. Brak numerów stron w książce
- Mariusz. W: Plutarch z Cheronei: Żywoty sławnych mężów. Przełożył Mieczysław Brożek. Wrocław: Zakład Narodowy im. Ossolińskich, 1955. Brak numerów stron w książce
- Appian z Aleksandrii: Historia rzymska. Przełożył, opracował i wstępem opatrzył Ludwik Piotrowicz. Wrocław: Zakład Narodowy im. Ossolińskich, 2006. ISBN 83-04-04710-1. Brak numerów stron w książce
- Marek Tulliusz Cyceron: Oratio de haruspicum responso in P. Clodium in senatu habita. Brak numerów stron w książce
- Marek Tulliusz Cyceron: Filipiki. Mowy przeciwko Markowi Antoniuszowi. Tłumaczenie Karolina Ekes. Warszawa: Prószyński i S-ka, 2002. ISBN 83-7255-148-0. Brak numerów stron w książce
- Tytus Liwiusz: Dzieje Rzymu od założenia miasta. Zakład Narodowy im. Ossolińskich, 1982. Brak numerów stron w książce
- Kwintus Askoniusz Pedianus: ORATIONUM CICERONIS QUINQUE ENARRATIO. Brak numerów stron w książce

### Literatura
- Łukasz Schreiber: Sulla 138–78 p.n.e.. Zabrze - Tarnowskie Góry: Inforteditions, 2013. ISBN 978-83-64023-21-7.